# Czuryłowicze
Czuryłowicze (biał. Чурылавічы, ros. Чуриловичи) – agromiasteczko na Białorusi, w obwodzie mińskim, w rejonie mińskim, w sielsowiecie Michanowicze.
W czasach Rzeczypospolitej ziemie te leżały w województwie mińskim. Odpadły od Polski w wyniku II rozbioru. W granicach Rosji wieś należała do ujezdu mińskiego w guberni mińskiej. Ponownie pod polską administracją w latach 1919 - 1920 w okręgu mińskim Zarządu Cywilnego Ziem Wschodnich.